# Siła rażenia (film 2006)
Siła rażenia (ang. Attack Force) – film sensacyjny z 2006 roku. Film został negatywnie odebrany nawet przez fanów Seagala.

## Fabuła
Marshall Lawson, dowódca elitarnego oddziału wojskowego, traci wielu ludzi i sam ledwo uchodzi z życiem z ataku na jego oddział. Postanawia przeprowadzić śledztwo i odnaleźć sprawców ataku. Wkrótce wpada na ślad CTX Majestic, tajnej operacji wojskowej. 

## Obsada
- Steven Seagal – Marshall Lawson
- Lisa Lovbrand – Tia
- David Kennedy – Dwayne
- Gabi Burlacu – agent
- Matthew Chambers – Seth
- Vlad Coada – agent
- Adam Croasdell – Aroon
- Mark Dymond – Phil
- Florian Ghimpu – Tourist
- Vlad Iacob – agent
- Ileana Lazariuc – Queen
- Sayed Najem – strażnik
- Daniel Pisica – żołnierz